# 塔利斯·奧貝德·摩西
塔利斯·奧貝德·摩西（英語：Tallis Obed Moses；1954年10月24日—），是瓦努阿图一名政治人物，2017年7月6日起擔任瓦努阿图总统。

## 生平
摩西在西安布里姆島出生，1980年之1981年赴澳洲悉尼傳教士與聖經學院就讀，並獲得神與使命文憑；之後他在1985年至1986年於塔克拉修讀神學文憑畢業；1989年他回到澳洲的艾倫·沃克傳教學校就讀，同年取得榮譽證書。
摩西也是埃羅芒阿島、北安布里姆島蘭安、卢甘维尔和班馬夫的牧師；在澳洲和巴布亞新幾內亞接受宗教培訓和教育，於2009年擔任瓦努阿圖長老會的總會主持人。2017年，前瓦努阿图总统鲍德温·朗斯代尔因突發心臟病於任上逝世，他在16名候選人經四輪投票後在57名選舉團得40名支持，獲選為新任总统。